# 滿島真之介
滿島真之介（日语：／ Mitsushima Shinnosuke，1989年5月30日—），日本男演員，沖繩縣沖繩市出身。滿島真之介有四分之一法國血統，姊姊為演員滿島光。
2012年，滿島真之介以電影《11·25自決之日》獲報知電影獎和日本放送電影藝術大獎最佳新人獎。

## 經歷
滿島真之介高中畢業後，從家鄉沖繩來到東京，在東京的幼稚園工作。2009年，在電影《悄悄告訴你》劇組擔任導演的助手。
在東京工作約2年後，2009年5月至11月，自北海道到鹿兒島縣以單車環繞日本。原本對演藝界興趣不大的滿島真之介，在沿途中，因為多次看見姊姊演出的電影海報、雜誌及聽見他人口中提及的姊姊而受到影響，決定從事演員工作。同年12月，進入經紀公司Humanité。
2010年，在東京藝術劇場演出舞台劇《おそるべき親たち》，以劇中中嶋朋子的男友一角正式出道。翌年，以人氣電視劇《花樣少年少女》中的「天王寺」一角開始受到年輕觀眾的注目。2012年，演出NHK晨間連續劇《小梅醫生》，知名度開始上升。
2013年11月9日，初次主演電影《风俗店之行改变了我的人生》。

## 人物
- 左撇子。[10]
- 祖父為法裔美國人，雙親皆為國中體育教師，受父母影響，運動萬能。興趣是攝影、烹飪和騎單車。滿島真之介在四個兄弟姊妹之中排行第二（姊姊是演員滿島光，妹妹是平面模特兒滿島南）。
- 2014年年底（24歲），和姐姐滿島光的經紀人結婚。[1]已離婚。
- 騎單車環日本期間，擔任最北端的北海道稚內市「稚內市故鄉大使」[11]。途中亦結識不同地方的當地人，其後仍以筆友的方式保持聯繫[12]。2012年，拍攝NHK晨間劇《小梅醫生》時，收到許多從日本各地寄來的信件[13]。

## 戲劇演出

### 電視劇
- 花樣少年少女（2011年7月 - 9月，富士電視台） - 天王寺惠
- 青少年法庭（日语：ティーンコート (テレビドラマ)） 第3、4話（2012年1月24日・31日，日本電視台） - 高石浩太
- 必殺仕事人2012（2012年2月19日，朝日放送、朝日電視台） - 与平
- NHK晨間連續劇小梅醫生（2012年4月 - 9月，NHK） - 山倉真一 
  - 小梅醫生 特別篇〜不能結婚的男人和女人（2012年10月13日、20日，NHK BS Premium）
- 東野圭吾推理劇場 第7話「白色兇器」（2012年8月23日，富士電視台） - 西岡勝
- 尋ね人（2012年11月3日，WOWOW） - 大橋籐一郎
- Reverse～警視廳搜查一課Team Z（日语：リバース〜警視庁捜査一課チームZ〜）（2013年4月5日，日本電視台） - 小早川稔
- 女信長（2013年4月5日・6日，富士電視台） - 松平信康（德川信康）
- 生きろ 〜戦場に残した伝言〜（2013年8月14日，TBS電視台） - 小渡信一
- 派遣女醫X 第2系列（2013年10月 - 12月，朝日電視台） - 鮎川司
- 紙之月（2014年1月 - 2月，NHK） - 平林光太
- 女王偵訊室（2014年2月20日，朝日電視台） - 北原健（第6話）
- お葬式で会いましょう（2014年5月5日，NHK） - 主演・大田黒勇
- 怪談：三島屋奇異百物語（日语：三島屋変調百物語#テレビドラマ）（2014年8月30日 - ，NHK BS Premium） - 松太郎
- 東京電視台開局50周年特別節目 永遠的0（2015年連續3夜，東京電視台） - 井崎源次郎
- 戀愛時代（2015年4月，日本電視台） - 早勢理一郎
- 風險之神（2015年7月，富士電視台） - 原田清志
- 我命中注定的人 （2017年4月，日本電視台） - 定岡光圀
- BG～身邊警護人～（2018年2月15日，朝日電視台）- 河野純也
- 白色巨塔2019（2019年5月，富士電視台）- 柳原雅博
- AV帝王（2019年8月，Netflix）- 荒井敏
- 這時候製作了部新劇 第1夜「心是檀香山，對他來說是花生醬」（2020年5月4日，NHK綜合） - 神林五郎
- 咖喱之歌（2020年10月 -，BS12 TwellV） - 主演・天澤陽一郎
- 直衝青天（2021年2月，NHK綜合）- 尾高長七郎
- Doctor-Y～外科醫·加地秀樹～（2021年10月7日，朝日電視台） - 六車航平
- 難破MG5（2022年4月13日 - 6月22日，富士電視台） - 難破猛
- 新・信長公記～同班同學是戰國武將～（2022年7月24日 - 9月25日，日本電視台）- 武田信玄
- 隼消防團（2023年7月13日 - 9月14日，朝日電視台）- 藤本勘介
- 再見指揮家～父親和我的熱情～（2024年1月14日 - 3月17日，TBS）- 鏑木晃一
- 民王R（2024年10月22日 - 12月10日，朝日電視台） - 蓮沼清彥
- 孤獨死又怎樣（2025年6月21日 - ，NHK綜合） - 川上健太郎

### 電影
- 11·25自決之日（日语：11・25自決の日 三島由紀夫と若者たち）（2012年） - 森田必勝
- 大奧～永遠～【右衛門·綱吉篇】（2012年） - 佐之助
- 阿信（2013年） - 俊作
- 风俗店之行改变了我的人生（日语：風俗行ったら人生変わったwww）（2013年） - 主演・遼太郎
- 無限之住人（2017年） - 凶戴斗
- 第三次殺人（2017年）
- 彬與瑛（2022年） - 工藤武史
- 吸吸吸吸吸血鬼（2025年）- 坂本梅太郎

### 舞台劇
- おそるべき親たち（2010年10月21日 - 11月3日，東京藝術劇場）
- エンロン（2012年4月13日 - 29日，天王洲銀河劇場）
- 祈りと怪物〜ウィルヴィルの三姉妹〜 蜷川バージョン（2013年1月12日 - 2月3日，Bunkamuraシアターコクーン）
- おそるべき親たち（再演 / 2014年3月2日 - 16日，東京芸術劇場）
- 哈姆雷特（2015年1月22日－2月15日，彩之國埼玉藝術劇場（日语：彩の国さいたま芸術劇場），日本站共29場，導演蜷川幸雄） - 飾演 Laertes
  - 台灣場：2015年3月26、27、28、29日─國家戲劇院（台北）
  - 英國場：2015年5月21、22、23、24日─巴比肯藝術中心（倫敦）
- 夜への長い旅路（2015年9月－ ，東京：シアタートラム，大阪：梅田藝術劇場）
- 逆鱗（2016年1月29日－3月13日，東京藝術劇場）[14]

### 網路劇
- 田中圭 24小時電視（日语：田中圭24時間テレビ）（2018年12月15日 - 16日、AbemaTV）[15]

## 廣告
- 讀賣新聞 「僕の走れなかった道」篇（2012年） - 旁白
- 三得利 のんある気分「地中海レモン列車」篇（2012年）
- Mobage 大戦乱!!三国志バトル「プレイヤー in 赤壁の戦い」篇（2013年）
- KOMATSU 「930E」（2013年） - 旁白
- UNIQLO 「AIRism」（2013年） - 旁白
- キユーピーマヨネーズ「野菜から食べる セロリ」篇（2013年） - 旁白
- Sansan 「面識アリ」篇（2013年）
- Softbank（2015年） - 與小泉今日子

## 配音

### 電視動畫
2016年
- 只有我不存在的城市（藤沼悟）

## 獎項
- 第4回TAMA電影節（日语：TAMA_CINEMA_FORUM） 最優秀新進男優賞（《11·25自決之日（日语：11・25自決の日 三島由紀夫と若者たち）》）
- 第37回報知電影獎 新人賞（《11·25自決之日（日语：11・25自決の日 三島由紀夫と若者たち）》）
- 第27回高崎電影節（日语：高崎映画祭） 最優秀新人男優賞（《11·25自決之日（日语：11・25自決の日 三島由紀夫と若者たち）》）
- 第67回日本放送電影藝術大獎 電影部門 優秀新人賞（《11·25自決之日（日语：11・25自決の日 三島由紀夫と若者たち）》）

## 外部連結
- 滿島真之介官方網站 （页面存档备份，存于）
- 滿島真之介的X（前Twitter）
- 滿島真之介的Instagram帳戶